# 中山太一
中山 太一（なかやま たいち、1881年（明治14年）11月17日 - 1956年（昭和31年）10月18日）は、日本の実業家、政治家である。「クラブ洗粉」、「クラブ化粧品」で知られる中山太陽堂を創業し、近畿化粧品工業会名誉会長、日本インドネシア協会理事、日本能率協会副会長を歴任、貴族院議員にも選任されたことで知られる。「東洋の化粧品王」、「化粧品業界の巨星」と呼ばれた。

## 人物・来歴

### 東のレート、西のクラブ
1881年（明治14年）11月17日、山口県豊浦郡滝部村（現・同県下関市豊北町滝部）に生まれる。滝部村滝部小学校（現下関市立滝部小学校）を卒業すると、福岡県門司市（現北九州市門司区）の雑貨店に就職した。
1903年（明治36年）4月3日、21歳のとき、貿易業等で富を得た事業家をスポンサーに、兵庫県神戸市花隈町（現同市中央区花隈町）に洋品雑貨と化粧品の卸しを扱う個人商店「中山太陽堂」（現株式会社クラブコスメチックス）を創業した。

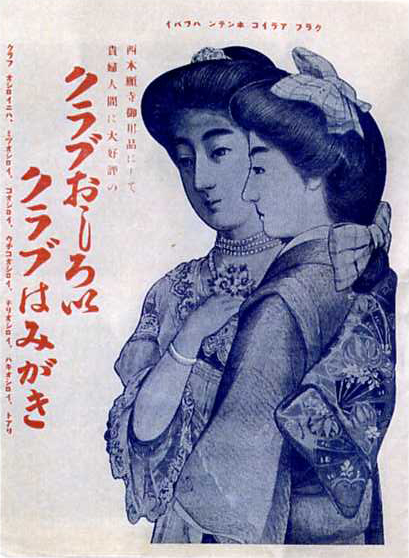
『クラブ新聞』の広告 (1906年)

1906年（明治39年）4月3日、創業からちょうど3年後、自社製造第1号商品「クラブ洗粉」を発売、中山太陽堂を製造業に転身させた。日本の化粧品業界では、「白粉の御園」（御園白粉、胡蝶園）、「歯磨のライオン」（「獅子印ライオン歯磨」、小林富次郎商店）、「クリームのレート」（平尾賛平商店、1954年倒産）とならぶ「明治の四大覇者」と呼ばれる。中山は、新聞・雑誌といった当時の新しいメディア、自動車や飛行機など当時の新しい交通機関を利用し、斬新な広告を打った。文案家（コピーライター）や図案家（イラストレーター）を社員として採用し、高給で厚遇した。1919年（大正8年）6月、22歳の東郷青児が2週間だけ在籍したことがあり、中山に手渡された報酬は半月分で60円であった。
1915年（大正4年）、大阪市南区水崎町690番地（現・同市浪速区恵美須西）に「中山化学研究所」を設立、1917年（大正6年）、研究所の成果の事業化のために「中山化学工業所」を設立、1918年（大正7年）4月、同地に新本店、工場を竣工した。1919年（大正8年）、日本文具製造株式会社（プラトン文具株式会社）を設立、「プラトン万年筆」を売り出す。

### プラトン社と中山文化研究所

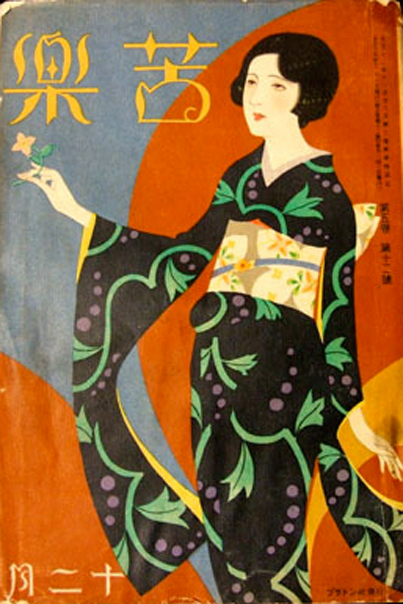
『苦楽』大正15年12月号（第5巻第12号、1926年12月1日発行）

1922年（大正11年）、中山太陽堂の顧問に自由劇場、松竹蒲田撮影所前所長の小山内薫を迎え、出版社「プラトン社」を設立した。弟・豊三を社長に据え、このころ図案家として中山太陽堂に入社していた山六郎を出向させ、小山内を編集長に、同年5月、雑誌『女性』、1923年（大正14年）12月に『苦楽』の2誌を創刊した。同社は直木三十五、川口松太郎といった文人、山のほかに山名文夫、岩田専太郎、竹中英太郎といったイラストレーター、グラフィックデザイナーを育て、阪神間モダニズムの勃興に多大な影響を与えた。1928年（昭和3年）に6年間をもって廃業した。
1923年（大正12年）7月、41歳のとき、創業二十周年記念事業として「中山文化研究所」を企画、翌1924年（大正13年）1月、大阪市北区真砂町（現・同区西天満）の堂島ビルヂング（堂ビル）、東京市麹町区（現東京都千代田区）の丸ノ内ビルヂング（丸ビル）に設置した。
1924年（大正13年）、出身の滝部小学校に、ルネサンス様式の洋館の新校舎を弟・豊三と連名で寄贈する。同校舎は、現在、下関市豊北歴史民俗資料館となっている。

### 海外進出と貴族院
1939年（昭和14年）、中山太陽堂を株式会社化、中山は初代代表取締役社長に就任した。翌1940年（昭和15年）には、満州国奉天（現中華人民共和国遼寧省瀋陽市）に中山太陽堂奉天工場を開設、操業を開始した。
1939年（昭和14年）9月10日、57歳のとき、帝国議会貴族院の多額納税者選挙、9月29日に貴族院議員に勅任した。1947年（昭和22年）5月2日の貴族院の廃止まで議員をつとめた。会派は研究会に属した。
1945年（昭和20年）、63歳のとき、第二次世界大戦の終戦を迎える。翌1946年（昭和21年）、中山太陽堂の金属部に自転車試作車をつくらせ、「中山号」が完成した。また「中山文化研究所」はこのころまで活動を続けていた。1954年（昭和29年）、72歳のときに、中山太陽堂社長職を辞し、神栄生絲株式会社（現神栄株式会社）の社長・田代竹司が第二代社長に就任した。同年、かつて「東のレート、西のクラブ」と呼ばれたレート化粧品（平尾賛平商店）は解散している。
1956年（昭和31年）10月18日に死去。満74歳没。

## 関連事項
- クラブコスメチックス - 中山太陽堂の後身
- プラトン社
- 阪神間モダニズム
- コスメの王様 - 中山をモデルにした産経新聞の連載小説。